# 宇都宮章吾
宇都宮 章吾（うつのみや しょうご、1956年2月15日 - ）は熊本県阿蘇郡南小国町在住のアマチュア天文家でコメットハンター（彗星捜索家）。
熊本県立小国高等学校出身。高校在学中は天文部に所属していた。卒業後は家業の農業を継ぎ、その傍らで本格的な探索活動を行っている。観測は手作りの観測小屋に設置したフジノン製の大型双眼鏡(口径15cm)で行っている。
1997年から2002年までに自身の名前の入った3個の彗星を発見している。それ以外にも、名前は付いていないが2個の彗星を（再）発見している。

## 経歴
彗星の発見日は日本標準時。
- 熊本県立小国高等学校卒業。
- 1975年12月1日 - 佐藤彗星 (C/1975 X1)を独立発見[1]。
- 1995年9月18日 - 122P/デヴィコ彗星を再発見。
- 1997年10月3日 - 宇都宮彗星 (C/1997 T1)を発見。
- 2000年11月19日 - 宇都宮・ジョーンズ彗星 (C/2000 W1)を発見。
- 2001年 - エドガー・ウィルソン賞を日本人として初めて受賞。
- 2002年3月19日 - 宇都宮彗星 (C/2002 F1)を発見。
- 2002年 - ２度目となるエドガー・ウィルソン賞を受賞。